# هاينريش والبوت فون باسنهايم
هاينريش والبوت فون باسنهايم (بالألمانية: Heinrich Walpot)‏ (و. 1198 – 1200 م) هو فارس ألماني، ولد في ماينتس، توفي في عكا، عن عمر يناهز 2 عاماً.

## مناصب
تولى منصب سيد فرسان تيوتون الأكبر ‏
.